# Vladimir Tica
Vladimir Tica (in serbo Владимир Тица?; Doboj, 11 giugno 1981) è un ex cestista serbo.

## Carriera
Con la Jugoslavia universitaria ha disputato due edizioni delle Universiadi (Palma di Maiorca 1999, Pechino 2001).

## Palmarès
- Campionato rumeno: 3

Asesoft Ploiești: 2011-12, 2012-13, 2013-14
- Coppa del Belgio: 1

Mons: 2006
- Coppa di Polonia: 1

AZS Koszalin: 2010
- Coppa di Romania: 1

BC Timișoara: 2015